# Ratho Station
Ratho Station är en by i Edinburgh kommuner i Skottland. Byn är belägen 14 km 
från Edinburgh. Orten har 1 340 invånare (2016).